# Bijapur (Chhattisgarh)
Bijapur (anche Bajapur o Byapur) è un villaggio dell'India di 7.286 abitanti, capoluogo del distretto di Bijapur, nello stato federato del Chhattisgarh.

## Geografia fisica
La città è situata a 18° 48' 0 N e 80° 49' 0 E e ha un'altitudine di 327 m s.l.m..

## Società

### Evoluzione demografica
Al censimento del 2001 la popolazione di Bijapur assommava a 7.286 persone, delle quali 3.832 maschi e 3.454 femmine.